# The Album (álbum de Blackpink)
The Album (estilizado em letras maiúsculas) é o primeiro álbum de estúdio em coreano do girl group sul-coreano Blackpink, lançado em 2 de outubro de 2020 pela YG Entertainment e Interscope. É o primeiro trabalho completo do grupo desde sua estreia em 2016. Para o álbum, Blackpink gravou mais de dez canções novas e trabalhou com uma variedade de produtores, incluindo 24, Future Bounce, R. Tee, Rob Grimaldi, Steven Franks, Teddy, Tommy Brown e Tushar Apte. Oito canções entraram na lista final de faixas, incluindo duas colaborações: "Ice Cream" com Selena Gomez, e "Bet You Wanna" com Cardi B. O álbum explora o lado maduro do grupo através dos temas do amor e das complexidades do crescimento. Musicalmente, The Album é um álbum pop, R&B, hip hop, EDM e trap.
The Album foi procedido por três singles no total, dois dos quais foram lançados antes do álbum. O primeiro single "How You Like That" foi lançado em 26 de junho de 2020. "How You Like That" alcançou o número trinta e três na Billboard Hot 100. "Ice Cream" alcançou a décima terceira posição na Hot 100, tornando-se a canção de maior sucesso de Blackpink nos Estados Unidos. O terceiro single "Lovesick Girls" alcançou o número cinquenta e nove na parada. O álbum recebeu críticas geralmente positivas de críticos de música, que elogiaram a habilidade vocal e variedade estilística de Blackpink; no entanto, alguns críticos acharam o álbum curto e sua produção desatualizada.
Comercialmente, The Album estreou em segundo lugar na Billboard 200 dos Estados Unidos com 110.000 unidades vendidas, e é o álbum feminino em coreano de maior sucesso e o álbum de maior sucesso de um grupo exclusivamente feminino desde Welcome to the Dollhouse (2008) de Danity Kane. Em outros lugares, o álbum alcançou o primeiro lugar na Nova Zelândia, México e Coreia do Sul, e estreou entre os dez primeiros na Austrália, Áustria, Bélgica, Canadá, Finlândia, Alemanha, Hungria, Irlanda, Lituânia, Noruega, Polônia, Escócia, Eslováquia, Espanha, Suécia e Reino Unido. Em novembro de 2020, The Album estreou em segundo lugar na parada de álbuns Gaon Monthly com 1.092.550 cópias vendidas e se tornou o álbum mais vendido de um grupo feminino na história da parada.

## Antecedentes
Em 4 de maio de 2020, foi relatado que o grupo feminino havia terminado de gravar para seu novo álbum, e estavam trabalhando em uma agenda para gravar um videoclipe no final daquele mês. Em 18 de maio, a gravadora coreana YG Entertainment compartilhou uma atualização sobre o projeto, originalmente especulada para junho, revelando mais de dez faixas para seu primeiro álbum completo.
Em 10 de junho, YG postou o pôster do single de pré-lançamento em todas as redes sociais, revelando a data para o single ser 26 de junho. Em 13 de junho, a YG Entertainment lançou um prólogo do mais novo reality show de Blackpink, 24/365 with Blackpink antes do lançamento através do YouTube. O programa documentará seu retorno ao lado de compartilhar suas vidas através de vlogs. A partir de 15 de junho, uma série de prévias foram postadas todos os dias para as contas oficiais de mídia social do grupo com o nome do single altamente antecipado revelado como "How You Like That" em 17 de junho. A prévia do videoclipe foi lançada em 24 de junho.
Em 23 de julho de 2020, a YG Entertainment divulgou um pôster de um novo single de Blackpink com um artista anônimo, previsto para ser lançado em agosto. Em 28 de julho, o grupo anunciou que seu álbum de estreia em coreano, The Album, seria lançado em 2 de outubro de 2020. Em 12 de agosto de 2020, a artista sem nome foi revelada como a cantora norte-americana Selena Gomez. Em 21 de agosto de 2020, foi revelado que o título da colaboração seria "Ice Cream". Em 27 de agosto de 2020, Blackpink lançou uma prévia para o videoclipe de "Ice Cream".
Em uma entrevista em setembro de 2020 com o DJ americano Zach Sang, Blackpink revelou que o álbum está "repleto de todas essas diferentes surpresas, tanto quanto 'Ice Cream' foi uma grande surpresa".  Eles acrescentaram que o produtor musical Tommy Brown colaborou em duas canções do álbum, incluindo "Ice Cream". Em 27 de setembro, o grupo anunciou um evento ao vivo de retorno que está programado para ocorrer em 1 de outubro. Em 28 de setembro, foi anunciado que "Lovesick Girls" seria lançado em 2 de outubro como o terceiro e principal single do álbum. No mesmo dia, Blackpink revelou a lista de faixas do álbum, que confirmou as primeiras contribuições de composições das íntegrantes Jennie e Jisoo e colaborações adicionais com a rapper Cardi B e os produtores musicais David Guetta e Ryan Tedder.

## Arte da capa
A arte digital do álbum retrata uma coroa rosa brilhante contra um fundo totalmente preto, que foi revelado pela primeira vez em uma prévia pôster pela YG Entertainment em julho de 2020, junto com a data oficial de lançamento do álbum. Em agosto, o grupo revelou que as edições físicas estariam disponíveis em quatro versões junto com um LP de edição limitada. Após o lançamento digital do álbum em 2 de outubro, o álbum físico será lançado em 6 de outubro.

## Singles
"How You Like That", lançado em 26 de junho de 2020, serve como o single principal do The Album. O lançamento foi acompanhado por um videoclipe, dirigido por Seo Hyun-seung, que foi lançado no canal oficial do grupo no YouTube no mesmo dia. O videoclipe acumulou 86,3 milhões de visualizações no primeiro dia de lançamento, quebrando o recorde de vídeo mais visto nas primeiras 24 horas, anteriormente detido por "Boy with Luv" de BTS e o mais rápido para atingir 100 milhões de visualizações, 32 horas após o lançamento. Em 16 de julho, uma versão física foi lançada para compra no site oficial de Blackpink, apresentando a música e seu instrumental. A canção estreou no número 33 na tabela Billboard Hot 100, tornando-se a segunda estreia de Blackpink no top 40. Na Coreia do Sul, a canção estreou no número 12 na Gaon Digital Chart. Na semana seguinte, subiu para o primeiro lugar, dando ao Blackpink seu terceiro single número um no país.
"Ice Cream" com Selena Gomez foi lançado como o segundo single do álbum em 28 de agosto. O single foi então disponibilizado para Contemporary hit radio em 1 de setembro de 2020. Ele alcançou a posição 13 na Billboard Hot 100, tornando-se o single de maior sucesso de Blackpink nos EUA. A canção também alcançou o número 8 em sua segunda semana na Coreia do Sul. Um videoclipe oficial para a música foi lançado em 28 de agosto de 2020. O vídeo mostra Gomez e Blackpink em uma série de conjuntos e trajes coloridos em tons pastéis.
"Lovesick Girls" é o terceiro single do álbum, lançado em 2 de outubro de 2020. Blackpink anunciou que a música seria a faixa principal do álbum com o anúncio do single em 28 de setembro.

## Críticas profissionais
| Pontuações agregadas     | Pontuações agregadas | Pontuações agregadas |
| Fonte                    | Avaliação            | Ref.                 |
| ------------------------ | -------------------- | -------------------- |
| AnyDecentMusic?          | 6.4/10               | [ 34 ]               |
| Metacritic               | 71/100               | [ 35 ]               |
| Avaliações profissionais |                      |                      |
| Fonte                    | Avaliação            |                      |
| AllMusic                 | 4/5                  | [ 36 ]               |
| Associated Press         | Positiva             | [ 37 ]               |
| Consequence of Sound     | B-                   | [ 38 ]               |
| The Daily Telegraph      | 4/5                  | [ 39 ]               |
| The Guardian             | 4/5                  | [ 40 ]               |
| Insider                  | 8.1/10               | [ 41 ]               |
| Rolling Stone            | 3.5/5                | [ 42 ]               |
| Slant Magazine           | 3/5                  | [ 43 ]               |
| Sputnikmusic             | 2.5/5                | [ 44 ]               |
| The Times                | 2/5                  | [ 45 ]               |

Listas de Final de Ano
| Ano  | Revista    | Lista                          | Posição | Notas                            | Ref.   |
| ---- | ---------- | ------------------------------ | ------- | -------------------------------- | ------ |
| 2020 | Billboard  | The 25 Best Pop Albums of 2020 | -       |                                  | [ 46 ] |
| 2020 | Billboard  | The 50 Best Albums of 2020     | 25      | Álbum de Kpop melhor posicionado | [ 47 ] |
| 2020 | Glamour Us | The 30 Best Albums of 2020     | -       |                                  | [ 48 ] |
| 2020 | Genius     | 50 Best Albums of 2020         | 14      | Album de Kpop melhor posicionado | [ 49 ] |
| 2020 | Idolator   | The 70 Best Pop Albums Of 2020 | 23      | Álbum de Kpop melhor posicionado | [ 50 ] |
| 2020 | PopCrush   | Best Pop Albums of 2020        | -       |                                  | [ 51 ] |
| 2020 | Uproxx     | The Best Albums of 2020        | 41      |                                  | [ 52 ] |

## Desempenho comercial
Em 4 de setembro de 2020, a YG Entertainment anunciou que o álbum ultrapassou 800.000 pré-vendas em apenas 6 dias após o início do período de pré-encomenda. De acordo com a empresa, o número de pré-encomendas atingiu mais de 530.000 cópias na Coreia do Sul, e as pré-encomendas combinadas dos Estados Unidos e da Europa totalizaram cerca de 270.000 unidades. Em 2 de outubro, o álbum ultrapassou um milhão de pré-vendas de estoques, tornando-se o primeiro álbum de um grupo feminino coreano a ultrapassar a marca. Do milhão, 670.000 encomendas vieram da Coreia do Sul, com 340.000 vindo dos Estados Unidos e da Europa. Além disso, um vinil limitado a 18.888 cópias esgotou em poucos dias.

## Lista de faixas
Créditos adaptados da lista de faixas revelada no pôster de Blackpink.
| The Album      |                                 |                                                                                          |                              |         |  |
| N.º            | Título                          | Compositor(es)                                                                           | Produtor(es)                 | Duração |  |
| 1.             | "How You Like That"             | Teddy Danny Chung R. Tee 24 [ 9 ]                                                        | Teddy R. Tee 24              | 3:01    |  |
| 2.             | "Ice Cream (com Selena Gomez)"  | Gomez Teddy Tommy Brown Ariana Grande Victoria Monét Bekuh Boom 24 Mr. Franks            | Teddy Brown 24 Mr. Franks    | 2:55    |  |
| 3.             | "Pretty Savage"                 | Teddy LØREN Vince Chung R.Tee 24 Bekuh BOOM                                              | Teddy 24 R.Tee               | 3:19    |  |
| 4.             | "Bet You Wanna (part. Cardi B)" | Brown Franks Ryan Tedder Melanie Fontana Belcalis Almanzar Torae Carr Jonathan Descartes | Brown Mr. Franks Teddy       | 2:39    |  |
| 5.             | "Lovesick Girls"                | Teddy LØREN Jisoo Jennie Chung 24 Brian Lee Leah Haywood R.Tee David Guetta              | 24 R.Tee                     | 3:12    |  |
| 6.             | "Crazy Over You"                | Teddy Bekuh BOOM Chung 24 R.Tee Future Bounce                                            | 24 R.Tee Future Bounce       | 2:41    |  |
| 7.             | "Love To Hate Me"               | Tushar Apte Rob Grimaldi Chloe George Steph Jones Chung 24                               | Apte Grimaldi 24 Vince Teddy | 2:49    |  |
| 8.             | "You Never Know"                | LØREN Bekuh BOOM 24                                                                      | 24                           | 3:49    |  |
| Duração total: | Duração total:                  | Duração total:                                                                           | Duração total:               | 24:28   |  |

Nota: faixas 4, 6 e 7 são totalmente em inglês. 

## Paradas
| Parada (2020)                            | Posição de pico | Ref.   |
| ---------------------------------------- | --------------- | ------ |
| Argentine Albums (CAPIF)                 | 9               | [ 56 ] |
| Australian Albums (ARIA)                 | 2               | [ 57 ] |
| Austrian Albums (Ö3 Austria)             | 9               | [ 58 ] |
| Belgian Albums (Ultratop Flanders)       | 4               | [ 59 ] |
| Belgian Albums (Ultratop Wallonia)       | 16              | [ 60 ] |
| Canadian Albums (Billboard)              | 5               | [ 61 ] |
| Croatia International Albums (HDU)       | 22              | [ 62 ] |
| Czech Albums (ČNS IFPI)                  | 11              | [ 63 ] |
| Danish Albums (Hitlisten)                | 19              | [ 64 ] |
| Dutch Albums (Album Top 100)             | 14              | [ 65 ] |
| Finnish Albums (Suomen virallinen lista) | 9               | [ 66 ] |
| French Albums (SNEP)                     | 11              | [ 67 ] |
| German Albums (Offizielle Top 100)       | 7               | [ 68 ] |
| Hungarian Albums (MAHASZ)                | 7               | [ 69 ] |
| Icelandic Albums (Tónlist)               | 13              | [ 70 ] |
| Irish Albums (OCC)                       | 6               | [ 71 ] |
| Italian Albums (FIMI)                    | 17              | [ 72 ] |
| Japanese Albums (Oricon)                 | 4               | [ 73 ] |
| Japanese Hot Albums (Billboard Japan)    | 4               | [ 74 ] |
| Lithuanian Albums (AGATA)                | 3               | [ 75 ] |
| Mexican Albums (AMPROFON)                | 1               |        |
| New Zealand Albums (RMNZ)                | 1               | [ 76 ] |
| Norwegian Albums (VG-lista)              | 10              | [ 77 ] |
| Polish Albums (ZPAV)                     | 4               | [ 78 ] |
| Portuguese Albums (AFP)                  | 19              | [ 79 ] |
| Scottish Albums (OCC)                    | 3               | [ 80 ] |
| Slovak Albums (ČNS IFPI)                 | 10              | [ 63 ] |
| South Korean Albums (Gaon)               | 1               | [ 81 ] |
| Spanish Albums (PROMUSICAE)              | 4               |        |
| Swedish Albums (Sverigetopplistan)       | 8               | [ 82 ] |
| Swiss Albums (Schweizer Hitparade)       | 11              | [ 83 ] |
| UK Albums (OCC)                          | 2               | [ 83 ] |
| US Billboard 200                         | 2               | [ 84 ] |
| US Top Album Sales (Billboard)           | 1               | [ 85 ] |
| US Top Tastemaker Albums (Billboard)     | 7               | [ 85 ] |
| US World Albums (Billboard)              | 1               | [ 86 ] |

| Chart (2020)                   | Position | Ref.   |
| ------------------------------ | -------- | ------ |
| US Billboard 200               | 189      | [ 87 ] |
| US Top Album Sales (Billboard) | 30       | [ 87 ] |
| US World Albums (Billboard)    | 4        | [ 87 ] |

## Certificados
| País               | Certificado | Certified units/sales | Ref.                 |
| ------------------ | ----------- | --------------------- | -------------------- |
| China              | —           | 1,274,277             | [ 88 ] [ 89 ] [ 90 ] |
| Japan              | —           | 32,483                | [ 91 ]               |
| South Korea (KMCA) | Million     | 1,246,535             | [ 81 ]               |
| United States      | —           | 230,000               | [ 92 ]               |

## Prêmios e Indicações
| Ano  | Premiação               | Categoria                   | Resultado | Ref.   |
| ---- | ----------------------- | --------------------------- | --------- | ------ |
| 2020 | Asian Pop Music Awards  | Best Album Overseas         | Venceu    | [ 93 ] |
| 2020 | Melon Music Awards      | Album of the Year           | Indicado  | [ 94 ] |
| 2020 | Mnet Asian Music Awards | Album of the Year           | Indicado  | [ 95 ] |
| 2021 | Golden Disc Awards      | Album of the Year - Bonsang | Venceu    | [ 96 ] |

## Histórico de lançamento
| Região         | Data                   | Formatos                      | Gravadoras    | Ref.          |
| -------------- | ---------------------- | ----------------------------- | ------------- | ------------- |
| Várias         | 2 de outubro de 2020   | CD download digital streaming | YG Interscope | [ 22 ] [ 97 ] |
| Reino Unido    | 2 de outubro de 2020   | Fita cassete                  | YG Interscope | [ 98 ]        |
| Coreia do Sul  | 6 de outubro de 2020   | CD vinil                      | YG Interscope | [ 22 ] [ 99 ] |
| Japão          | 12 de outubro de 2020  | CD                            | YG            | [ 100 ]       |
| Estados Unidos | 14 de outubro de 2020  | Fita Cassete                  | YG Interscope | [ 101 ]       |
| Estados Unidos | 31 de dezembro de 2020 | Vinil                         | YG Interscope | [ 102 ]       |